# Biologia molecolare

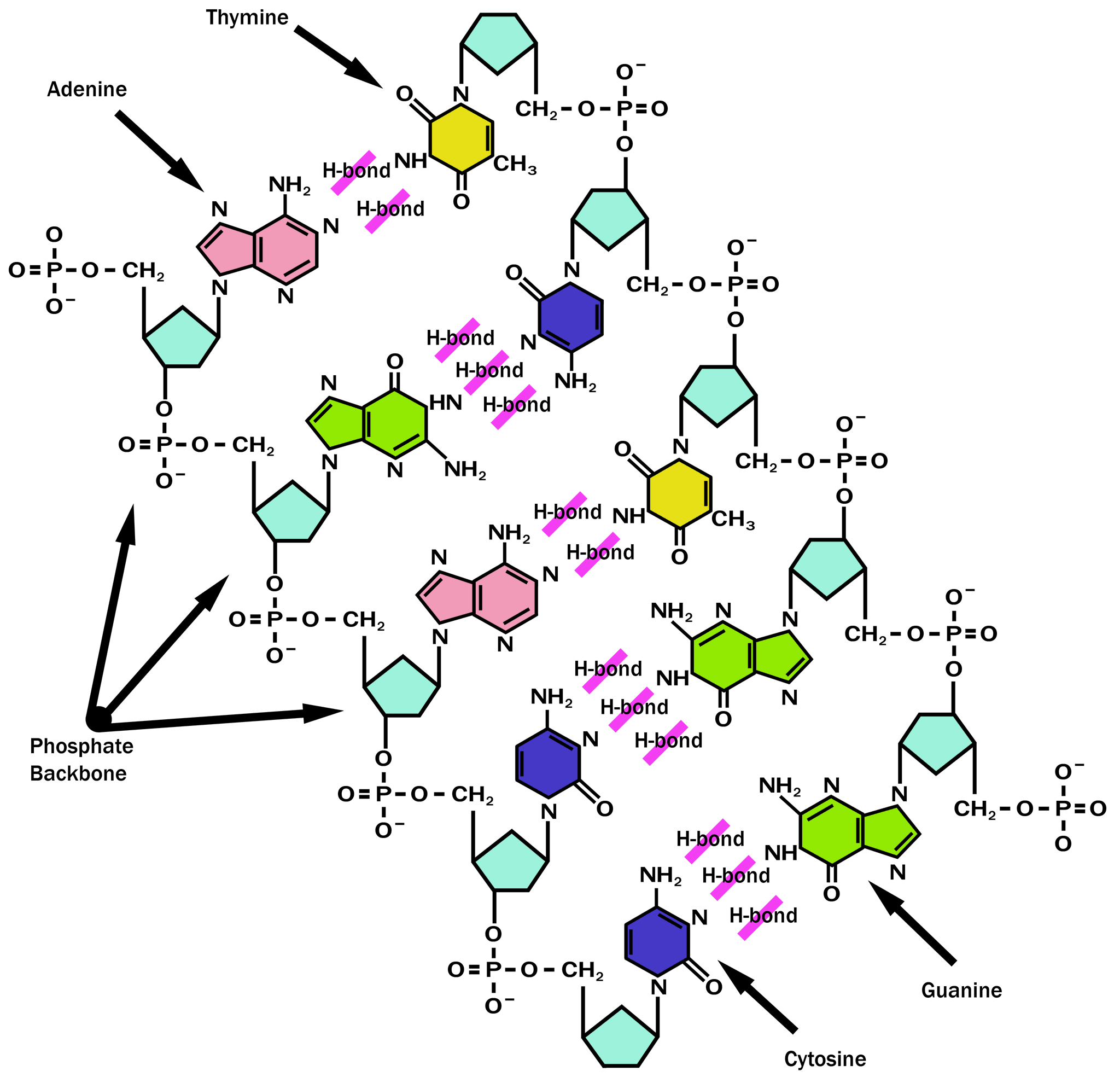
La determinazione della struttura chimica del DNA da parte di James Dewey Watson e Francis Crick nel 1953 è stata la scoperta alla base della nascita della biologia molecolare.

La biologia molecolare è la branca della biologia che studia gli esseri viventi a livello dei meccanismi molecolari alla base della loro fisiologia, concentrandosi in particolare sulle interazioni tra le macromolecole, ovvero proteine e acidi nucleici (DNA e RNA). In biologia molecolare si utilizzano tecniche sperimentali che consentono la rilevazione, l'analisi, la manipolazione, l'amplificazione (PCR) e la copia (clonaggio) degli acidi nucleici.

## Relazione con altre discipline

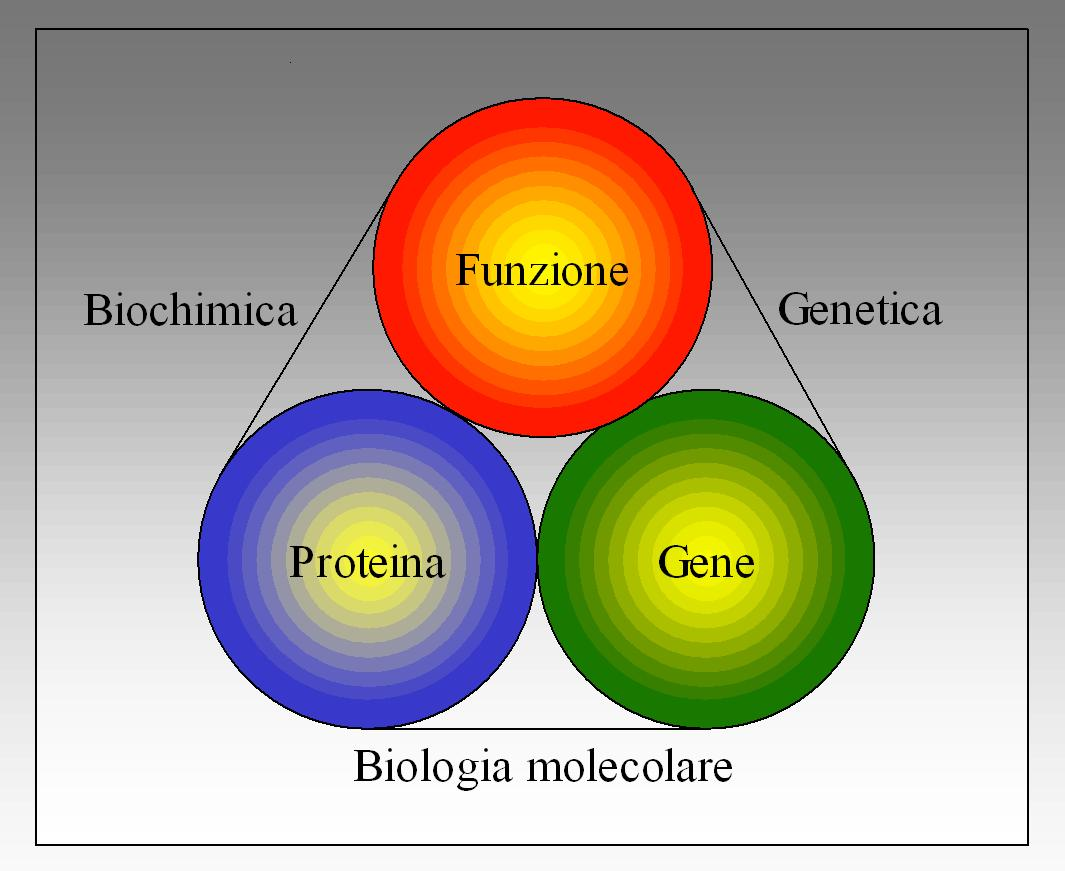
Relazione tra biologia molecolare, genetica e biochimica in un'accezione classica dei relativi campi di studio.

Il confine tra la biologia molecolare e le discipline affini, come la genetica e la biochimica era inizialmente molto chiaro, mentre oggi non è più ben definito. Una definizione classica vedeva infatti la biologia molecolare come lo studio dei processi molecolari di replicazione, trascrizione, splicing e traduzione del materiale genetico. La genetica classica si occupa invece dello studio dell'ereditarietà dei caratteri, servendosi per esempio dei mutanti: la genetica molecolare utilizza tecniche e nozioni della biologia molecolare al fine di studiare l'ereditarietà, fornendo un ponte tra queste due discipline. La biochimica è lo studio delle sostanze chimiche e del metabolismo degli esseri viventi.
Le molecole oggetto di studio della biologia molecolare sono tuttavia anche sostanze chimiche: inoltre lo studio approfondito del metabolismo non può esimersi dall'investigare i processi molecolari che lo controllano a livello genico, entrando quindi in un campo comune con la genetica e la biologia molecolare. Anche altri campi della biologia sfruttano le tecniche della biologia molecolare e concentrano la propria attenzione al livello di interazioni molecolari, in modo diretto, come la biologia cellulare e la biologia dello sviluppo, oppure indiretto, come l'evoluzionistica, la biologia di popolazioni e la filogenetica.
Il campo della biologia molecolare si interseca anche con altre discipline non biologiche: per esempio con l'informatica per l'elaborazione dell'enorme mole di dati che vengono prodotti con tecniche ad high-throughput o con la fisica nello studio delle biomolecole a livello di struttura tridimensionale (biologia strutturale).

## Storia
Il termine biologia molecolare risale al 1938, coniato da Warren Weaver, direttore della fondazione Rockefeller, che credeva in uno sviluppo della biologia a livello molecolare, grazie ad avanzamenti significativi di discipline quali la cristallografia a raggi X.
Alcuni esperimenti negli anni trenta e quaranta fornirono le basi su cui la disciplina sarebbe poi nata: nel 1935 si collegò per la prima volta l'ereditarietà ai cromosomi. Il trasferimento di tratti somatici tra ceppi batteri fu correlato al DNA nel 1943 nell'esperimento di Avery (a sua volta basato sul risultato del famoso esperimento di Griffith). Infine nell'esperimento di Hershey-Chase del 1952 fu dimostrato che il DNA è il materiale genetico.
La nascita della biologia molecolare si può però far risalire alla scoperta della struttura del DNA da parte di James Watson e Francis Crick. L'esperimento di Meselson-Stahl nel 1958 dimostrò il meccanismo di replicazione del DNA. Poco dopo il codice genetico fu decodificato dal gruppo di Crick.

## Tecniche della biologia molecolare
Sin dai primi anni 1960, i biologi molecolari hanno scoperto come caratterizzare, isolare e manipolare le componenti molecolari delle cellule e degli organismi. Tra queste componenti citiamo il DNA, il depositario dell'informazione genetica; l'RNA, che funge da copia temporanea operativa di DNA e può svolgere funzione strutturale e catalitica nell'apparato deputato alla traduzione; le proteine, che ricoprono ruoli strutturali ed enzimatici nelle cellule.

### Clonaggio di espressione
Una delle tecniche di base della biologia molecolare per lo studio della funzione delle proteine è il clonaggio di espressione. In questa tecnica, il DNA codificante una proteina di interesse è clonato (tramite PCR e/o enzimi di restrizione) in un plasmide (noto come vettore di espressione). Questo plasmide può avere promotori speciali che portino alla produzione della proteina di interesse, e generalmente portano anche un marcatore (ad esempio, la resistenza ad un antibiotico) per facilitare lo studio delle dinamiche del plasmide.

Il plasmide può essere inserito in cellule batteriche o animali: nel primo caso si parla di trasformazione, e può essere effettuata sfruttando diverse tecniche, tra cui elettroporazione, microiniezione, assunzione passiva o coniugazione. L'introduzione di DNA in cellule eucariotiche, ad esempio cellule animali, viene chiamata trasfezione: sono disponibili all'uopo diverse tecniche, tra cui la trasfezione con calcio fosfato o con liposomi. Il DNA può essere introdotto nelle cellule anche usando come vettori virus o batteri patogeni: in questo caso, la tecnica viene definita trasduzione virale (o batterica).

In ogni caso, quando il DNA codificante la proteina di interesse è all'interno della cellula, la proteina può essere espressa - per facilitare l'espressione ad alti livelli sono disponibili diversi sistemi, quali promotori inducibili e fattori specifici di cell-signaling - ed essere indagata.

### Reazione a catena della polimerasi (Polymerase chain reactionPCR)
La reazione a catena della polimerasi o PCR è una tecnica estremamente versatile per copiare il DNA. In breve, la PCR consente, attraverso una reazione enzimatica condotta mediante polimerasi termostabile, di copiare milioni di volte un frammento di DNA. Particolari usi di questa metodica consentono anche l'alterazione in un modo predeterminato di una sequenza di DNA. Ad esempio, la PCR può essere usata per introdurre siti di restrizione o mutare particolari basi azotate della sequenza del DNA. La PCR, in generale, può essere utilizzata per diversi scopi, sia per ricerca che diagnostica.

### Elettroforesi su gel
L'elettroforesi su gel è una delle metodologie principali della biologia molecolare. Il principio base sta nella possibilità di separare DNA, RNA e proteine sfruttando un campo elettrico. Con l'elettroforesi su gel di agarosio, si possono separare acidi nucleici in base alle dimensioni. Le proteine possono essere separate in base alle dimensioni o in base alla carica elettrica (in quest'ultimo caso si parla di gel isoelettrico) usando un gel di poliacrilammide (eventualmente in presenza di sodio dodecilsolfato).

### Southern blot
Questo metodo serve a sondare la presenza di specifiche sequenze di DNA in un campione di DNA: i campioni, prima e dopo una digestione con enzimi di restrizione sono separati tramite elettroforesi su gel e dunque trasferiti su una membrana sfruttando la capillarità. La membrana può dunque essere indagata usando una sonda di DNA marcata complementare alla sequenza di interesse (i protocolli originariamente prevedevano marcatura con isotopi radioattivi, ora sono disponibili marcature non radioattive). Il Southern blot è una tecnica ora meno usata, considerata la capacità della PCR di individuare specifiche sequenze di DNA da un campione, ma il Southern blot può essere usato per altre applicazioni, quali la conta del numero di copie di un transgene in un topo transgenico o l'ingegnerizzazione di geni knockout in linee di cellule staminali embrionali.

### Northern blot
Il northern blot è usato per studiare l'espressione di specifiche molecole di RNA da specifici campioni in comparazioni relative. Sostanzialmente è una combinazione di elettroforesi su gel di RNA denaturato e di un blotting. In questo processo, l'RNA è separato in base alle dimensioni  è poi trasferito ad una membrana che viene sondata con una sequenza complementare marcata alla sequenza dei interesse. I risultati possono essere visualizzati in modi diversi a seconda della marcatura utilizzata: in generale, si rivelano bande la cui intensità è correlata alla quantità dell'RNA di interesse nel campione indagato. La procedura è comunemente usata per studiare quando e quanto il gene viene espresso.

### Western blot
Sono stati sintetizzati anticorpi contro molte proteine iniettando una piccola quantità della proteina in un animale quale topo, coniglio, pecora o asino (anticorpi policlonali). Questi anticorpi possono essere usati per diverse tecniche analitiche o preparative.
Nel Western blot le proteine sono separate in base alle dimensioni tramite SDS-PAGE e trasferite su una membrana di supporto, generalmente di nitrocellulosa o nylon. La membrana può essere sondata con soluzioni di anticorpi. Gli anticorpi che legano specificamente la proteina di interesse possono essere visualizzate con tecniche diverse, tra cui prodotti colorati, chemioluminescenza o autoradiografia.
Metodi analoghi al Western blot possono essere usati per colorare specifiche proteine in sezioni di tessuto o in cellule. Queste tecniche (si parla di immunostaining sono tipicamente utilizzate in biologia cellulare.
I termini "Western" e "Northern" sono frutto di un gioco di parole: i primi blots erano effettuati con il DNA ed erano noti come "Southerns" in onore al loro inventore, Ed Southern. Il blot seguente, inventato da Patricia Thomas, divenne noto come "Northern". Per portare avanti il gioco di parole, si possono trovare riferimenti in letteratura a "Southwestern blots" (che indagano le interazioni proteina-DNA) e "Farwestern blots" (per interazioni proteina-proteina).

## Il dogma centrale
Il cosiddetto dogma centrale della biologia molecolare, enunciato da Francis Crick nel 1957, prevede che l'informazione fluisca dagli acidi nucleici alle proteine e non viceversa, cioè dal DNA all'RNA (e dall'RNA ad DNA), alle proteine.

Dogma centrale della biologia con possibilità di retrotrascrizione da RNA a DNA